# آتلانتیس (فیلم ۱۹۹۱)
آتلانتیس (انگلیسی: Atlantis) یک فیلم مستند به کارگردانی لوک بسون است که در سال ۱۹۹۱ منتشر شد.